# Paul Doran-Jones
Pas d'image ? Cliquez ici

a Compétitions nationales et continentales officielles uniquement.

b Matchs officiels uniquement.
Dernière mise à jour le 28 février 2025.
Paul Peter L. Doran Jones, né le 2 mai 1985 à Enfield, est un joueur de rugby à XV international anglais évoluant au poste de pilier.

## Carrière

### En club
Paul Doran-Jones fait ses débuts avec le club de Lansdowne RFC proche de l'Université de Dublin où il fait ses études[réf. nécessaire]. Il rejoint ensuite la formation du Leinster de 2003 à 2007 sans évoluer en équipe première[réf. nécessaire]. Il rejoint l'Angleterre en signant avec les London Welsh où il évolue en deuxième division de 2007 à 2009. Il rejoint l'élite du rugby anglais avec Gloucester où il joue 48 matchs toutes compétitions confondues. En 2011 il joue aux Northampton Saints. Il dispute sept matchs de Challenge européen avec Gloucester et quatre matchs de coupe d'Europe avec Northampton.

### En équipe nationale
Paul Doran-Jones commence sa carrière internationale avec l'équipe d'Angleterre des moins de 18 ans[réf. nécessaire]. En 2004, lors de son séjour en Irlande, il joue pour le pays d'origine de sa mère avec les moins de 19 ans lors du Championnat du monde junior en Afrique du Sud[réf. nécessaire]. En 2006, il est à nouveau sélectionné en équipe d'Irlande lors du Championnat du monde des moins de 21 ans[réf. nécessaire]. Il obtient sa première cape internationale le 14 novembre 2009, à l’occasion d’un test match contre l'équipe d'Argentine. Il est de nouveau appelé avec la sélection anglaise lors du Tournoi des six nations 2011 qu'il remporte.

## Palmarès
- Vainqueur du Tournoi des Six Nations 2011.